# Балыксинский сельсовет
Балыксинский сельсовет — сельское поселение в Аскизском районе Хакасии.
Административный центр — село Балыкса.

## История
Статус и границы сельского поселения установлены Законом Республики Хакасия от 7 октября 2004 года № 67 «Об утверждении границ муниципальных образований Аскизского района и наделении их соответственно статусом муниципального района, городского, сельского поселения»

## Население
| 2002  | 2010  | 2012  | 2013  | 2014  | 2015  | 2016  |
| ----- | ----- | ----- | ----- | ----- | ----- | ----- |
| 2700  | ↘2361 | ↘2317 | ↘2286 | ↘2247 | ↘2187 | ↘2127 |
| 2017  | 2018  | 2019  | 2020  | 2021  |       |       |
| ↘2087 | ↘2054 | ↘1995 | ↘1949 | ↘1936 |       |       |

Население на 1 января 2019 года составляло: 1 995.

## Состав сельского поселения
| № | Населённый пункт | Тип населённого пункта       | Население |
| - | ---------------- | ---------------------------- | --------- |
| 1 | Балыкса          | село, административный центр | ↘1996     |
| 2 | Калтас           | посёлок станции              | ↘7        |
| 3 | Неожиданный      | посёлок                      | ↘117      |
| 4 | Николаевка       | деревня                      | ↗40       |
| 5 | Чарыш            | посёлок станции              | ↘3        |
| 6 | Шора             | посёлок станции              | ↘14       |
| 7 | Шора             | посёлок                      | ↘184      |

## Местное самоуправление
Администрация
с. Балыкса, Почтовый, 12
Глава администрации
- Бугаев Александр Леонидович